# 石川県幼稚園一覧
石川県幼稚園一覧（いしかわけんようちえんいちらん）は、石川県の幼稚園の一覧。

## 国立幼稚園
- 金沢大学附属幼稚園

## 公立幼稚園

### 白山市
- 白山市立松任西幼稚園
- 白山市立松任東幼稚園
- 白山市立美川幼稚園

### 河北郡
- 津幡町立つばた幼稚園

### 七尾市
- 七尾市立あけぼの幼稚園

### 加賀市
- 加賀市立京逵幼稚園
- 加賀市立山代幼稚園
- 加賀市立山中幼稚園

### 鳳珠郡
- 穴水町立真名井幼稚園

## 私立幼稚園

### 金沢市
- みはる幼稚園
- 明成幼稚園
- 金石幼稚園
- 藤蔭幼稚園
- 馬場幼稚園
- 金沢幼稚園
- 白銀幼稚園
- 木の花幼稚園
- 長町幼稚園
- みどりかわい幼稚園
- 第二かわい幼稚園
- 藤花幼稚園
- 伏見かわい幼稚園
- かわい幼稚園
- カルメン幼稚園
- 青竜幼稚園
- 妙源寺幼稚園
- メロン幼稚園
- 慶応幼稚園
- 金沢星稜大学附属星稜幼稚園
- 玄門寺幼稚園
- 清泉幼稚園
- 桜華幼稚園
- 済美幼稚園
- 聖ヨゼフ幼稚園
- 金城幼稚園
- 天徳幼稚園
- 川上幼稚園
- 金沢めぐみ幼稚園
- 金沢学園幼稚園
- 愛香南部幼稚園
- 桜木幼稚園
- 若草幼稚園
- 金沢星稜大学附属星稜泉野幼稚園
- 伏見幼稚園
- 北陸学院第一幼稚園

### 白山市
- ちよの幼稚園
- とくの幼稚園
- 鶴来第一幼稚園
- 鶴来第二幼稚園
- 金城大学附属西南幼稚園

### 野々市市
- 北陸学院扇が丘幼稚園
- 青竜第二幼稚園

### かほく市
- 木津幼稚園
- うのけ幼稚園

### 河北郡
- 津幡とくの幼稚園
- 誠美幼稚園

### 小松市
- 白楊幼稚園
- 小松大谷幼稚園
- 聖テレジア幼稚園
- 聖愛幼稚園
- 智光幼稚園
- なかよし幼稚園
- 白嶺幼稚園
- 粟津学園北陸幼稚園

### 加賀市
- かが幼稚園

### 珠洲市
- 鈴幼稚園

### 輪島市
- 和光幼稚園
- 海の星幼稚園

### 七尾市
- 七尾幼稚園
- 大谷済美幼稚園
- 聖母幼稚園

### 鹿島郡
- ひかり幼稚園

### 羽咋市
- 羽咋幼稚園
- 羽咋白百合幼稚園

### 羽咋郡
- すばる幼稚園